# Bursa Büyükşehir Belediyespor
Bursa Büyükşehir Belediyespor est un club omnisports situé à Bursa.